# Colégio Técnico da UFRRJ
O Colégio Técnico da Universidade Federal Rural do Rio de Janeiro (CTUR)  é uma instituição de ensino médio e técnico pública federal brasileira, com sede em Seropédica, no estado do Rio de Janeiro, vinculada à Universidade Federal Rural do Rio de Janeiro (UFRRJ). Ele faz parte da Rede Federal de Educação Profissional, Científica e Tecnológica, assim como toda instituição técnica vinculada a uma universidade federal. Fica situado às margens da BR-465.
O colégio tem como objetivo orientar a formação do educando inspirada nos princípios de liberdade e nos ideais de solidariedade humana, ajudar a formação de personalidade e cidadania, e destacar a importância da vida associativa. O colégio oferece ensino médio regular, ensino médio integrado a curso técnico, curso técnico regular e especialização técnica. Os cursos técnicos oferecidos são Agrimensura, Agroecologia, Meio Ambiente e Hospedagem.

## História
O CTUR foi criado pelo Artigo 125 de seu Estatuto realizado pelo Conselho Universitário da Universidade Federal Rural do Rio de Janeiro no dia 19 de dezembro de 1986, substituindo os antigos estabelecimentos de ensino: Colégio Técnico Agrícola Ildefonso Simões Lopes e Colégio Técnico de Economia Doméstica; aprovando o regimento do colégio pela UFRRJ.